# Triana (televisieprogramma)
Triana was een Nederlands televisieprogramma van de NPS. De eerste uitzending was op 2 januari 2009 op Nederland 3. Het programma sloot de winterstop van De wereld draait door af en werd op dat tijdslot uitgezonden. De uitzendingen werden door maximaal ruim 500.000 kijkers bekeken. Een tweede serie die startte op 10 september 2009 op de late avond trok minder kijkers.
Triana was een talkshow van 45 minuten over politiek met satirische elementen. Presentator was Joost Karhof met bijdragen van Geen Stijlverslaggever Rutger Castricum en cabaretier Jandino Asporaat.